# العربي بورياح
العربي بورياح (مواليد 24 فبراير 1983) لاعب تنس طاولة جزائري. شارك في الألعاب الأولمبية الصيفية 2020. أنهى المنافسة في المركز 49 بعد خسارته أمام  بنس ماجوروس ‏ (المجر) من المجر في الجولة الأولى من فردي الرجال.

## روابط خارجية
- العربي بورياح على موقع منظمة تنس الطاولة العالمي (الإنجليزية)
- العربي بورياح على موقع اللجنة الأولمبية الدولية (الإنجليزية)
- العربي بورياح على موقع أوليمبيديا (الإنجليزية)